# Just Fabritius
Gotthilf Just Fabritius (1. september 1703 i København – 7. maj 1766) var en dansk handelsmand og etatsråd.

## Liv og gerning
Er født 1. september 1703 i København, hvor hans fader, Herman Fabritius (f. 1666 d. 1729), var vinhandler; hans moders navn var Elisabeth Marie f. d’Abbestée. Ligesom sin broder Michael Fabritius kastede han sig med held over handelsvirksomhed og kom navnlig i levende forbindelse med hoffet under Christian 6. og Frederik 5. 1759 benyttedes hans hjælp ved forsøgene på at rejse et større udenlandsk statslån. Allerede 1736 var han blevet en af direktørerne i den da oprettede Kurantbank; 1751 beskæftigede han sig i forbindelse med en anden af datidens betydelige købmænd, Just Hemmert, meget med handelen på Marokko, og der skete næppe noget af væsentlig økonomisk betydning her i landet, uden at han var delagtig i det. 
Han havde del i, at Frederiksværk blev skabt, i det det var til ham og Johan Frederik Classen, at Frederik 5. 1756 skænkede det Peyrembertske Kanonværk (den tidligere agatmølle) ved Arresø, og da H.C. Schimmelmann i 1764 havde købt plantagerne på De vestindiske Øer med det tilhørende sukkerraffinaderi i København af regeringen, blev Fabritius deltager i foretagendet. 1743 fik han titel som agent og 1751 som etatsråd. I slutningen af 1760 omtales han som svag, og den 7. maj 1766 døde han. 

## Ægteskab og familie
Han var gift med Mariane født de Bruguier (f. 1709 d. 1776), vistnok datter af en hamborgsk købmand, deltager i huset Alexandre Bruguier & fils.
Han lod landstedet Christiansholm ved Klampenborg opføre. Det fine rokoko-landsted fra 1746-48 eksisterer fremdeles.
Fabritius Allé i Klampenborg blev i 1925 opkaldt efter ham.